# Blackwater (Arizona)
Blackwater è un census-designated place (CDP) degli Stati Uniti d'America della contea di Pinal nello Stato dell'Arizona. La popolazione era di 1.062 abitanti al censimento del 2010. Fa parte della comunità indiana di Gila River. Nel 2010, Blackwater ha avuto il reddito familiare medio più basso di tutte le località negli Stati Uniti con una popolazione superiore a 1.000 abitanti.

## Geografia fisica
Blackwater è situata a 33°01′56″N 111°35′45″W (33.032359, -111.595938).
Secondo lo United States Census Bureau, ha un'area totale di 17,94 mi² (46,46 km²).

## Società

### Evoluzione demografica
Secondo il censimento del 2010, la popolazione era di 1.062 abitanti.

### Etnie e minoranze straniere
Secondo il censimento del 2010, la composizione etnica del CDP era formata dal 3,77% di bianchi, lo 0,66% di afroamericani, l'88,23% di nativi americani, lo 0,09% di oceanici, il 2,54% di altre razze, e il 3,77% di due o più etnie. Ispanici o latinos di qualunque etnia erano il 22,13% della popolazione.